# Utagawa Toyohiro
Pour les articles homonymes, voir Utagawa.
Utagawa Toyohiro (歌川豊広), nom à la naissance Okajima Tōjiro (1773-1830), est un peintre japonais de lavis et d'estampes de style ukiyo-e. Il est membre de l'école Utagawa et élève d'Utagawa Toyoharu, le fondateur de l'école. Son œuvre comprend plusieurs séries de paysages ukiyo-e qui annoncent Hokusai et Hiroshige (qui étudient avec Toyohiro), une importante série de triptyques ukiyo-e en collaboration avec Toyokuni ainsi que de nombreuses illustrations de livres et de e-hon auxquelles il se consacre à la fin de sa vie. 
Parmi les séries ukiyo-e qu'il créé on compte :
- Huit vues d'Edo (plusieurs séries)
- Huit vues d'Omi (plusieurs séries)
- Nouvelles séries de perspectives (Shinpan uki-e)
- Douze mois par deux artistes, Toyokuni and Toyohiro (Toyokuni Toyohiro ryōga jūnikō), avec Toyokuni
- Série sans titre d'une journée de la vie d'une geisha
- Série sans titre de huit vues d'Edo sous la neige